# Pasaje Roverano
El Pasaje Roverano es un edificio y galería comercial en la Avenida de Mayo, junto al Cabildo porteño, en el barrio de Monserrat, ciudad de Buenos Aires, Argentina.

## Historia

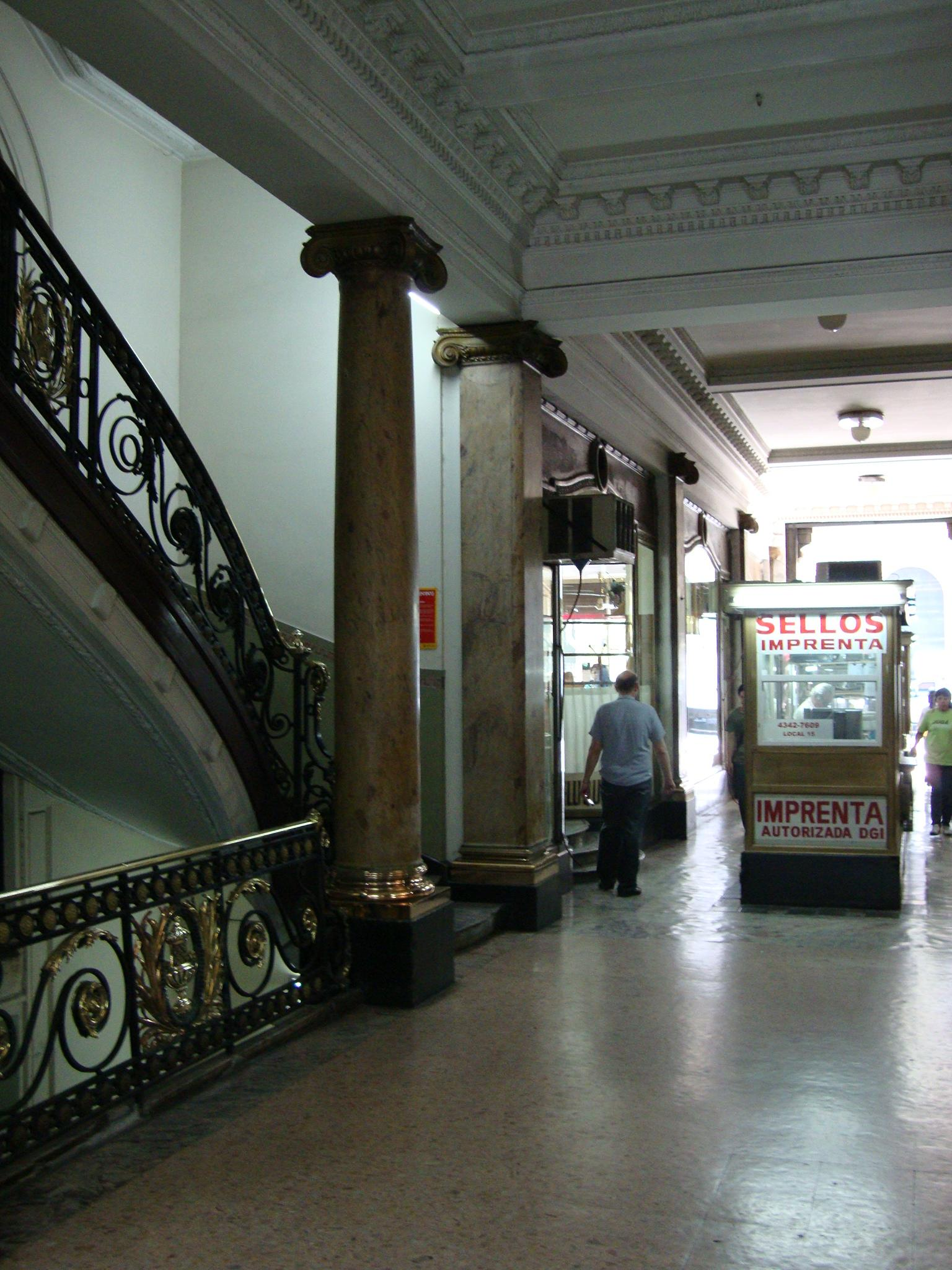
Interior del pasaje

En donde antiguamente se encontraba la confitería de Monguillot, los hermanos Ángel y Pascual Roverano abrieron en 1878 un edificio de dos plantas. En la planta baja se ubicó una galería con locales que fueron ocupados casi totalmente por oficinas de abogados, ya que por esos tiempos en el edificio del Cabildo colonial funcionaban los tribunales. En los fondos se encontraban habitaciones de renta (alquiler), al igual que en la planta superior.
En 1888 comenzaron los trabajos de apertura de la Avenida de Mayo, proyecto del primer intendente de Buenos Aires, Torcuato de Alvear, encargada al ingeniero civil Juan Antonio Buschiazzo. La avenida pasaría entre las calles Rivadavia y Victoria (hoy Hipólito Yrigoyen), siendo expropiadas y demolidas las construcciones que se encontraran en su trazado. Una de las primeras era, precisamente, el Pasaje Roverano.
Los hermanos Roverano decidieron ceder gratuitamente 135 m² de su terreno a la Municipalidad, pero exigieron que se indemnizara a los inquilinos que habitaban los cuartos que serían demolidos con la suma equivalente a varios meses de alquiler, para que pudieran encontrar nuevo alojamiento. Este gesto les valió un reconocimiento del intendente Federico Pinedo (1855-1929), quien les entregó una medalla el 9 de julio de 1894.
El primitivo edificio del pasaje se mantuvo hasta el año 1912, siendo adaptado en lo que antes había sido su fondo, con una nueva fachada de estilo francés para tener acceso por la nueva Avenida de Mayo. Sin embargo, en ese año se comenzó la construcción del actual Pasaje Roverano, que fue inaugurado en 1918.

## Descripción

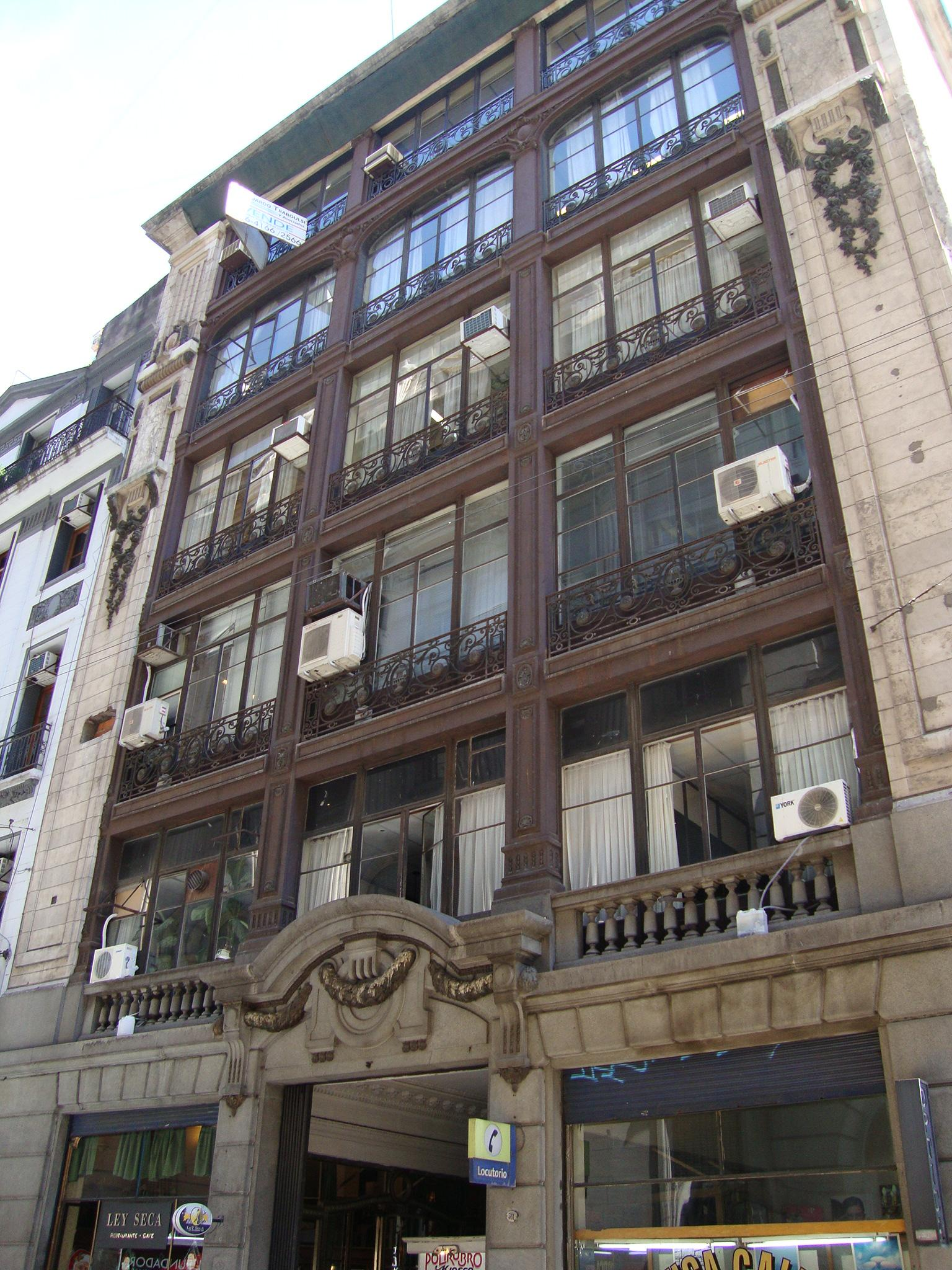
Frente hacia la calle Yrigoyen

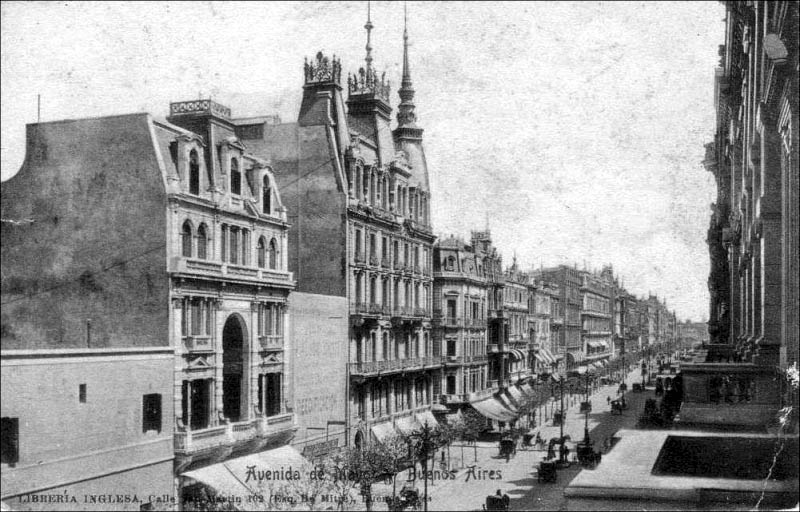
A la izquierda, el anterior edificio del Pasaje Roverano visto desde Av. de Mayo y Bolívar. Fue demolido en 1912 para construir el actual.

El actual edificio del Pasaje Roverano fue proyectado por el arquitecto Esteban Fermín Sanguinetti, y consta de un subsuelo, planta baja destinada a galería comercial con accesos por la Avenida de Mayo y la calle Hipólito Yrigoyen, y 7 pisos altos ocupados por oficinas.
La galería posee espacio para 12 locales comerciales a los costados del pasaje, y además 4 puestos pequeños ubicados en medio de este. Desde el centro del pasaje se accede por escalera y un ascensor a los pisos superiores, ocupados por diversas oficinas de abogados o pequeñas compañías anunciadas en una pizarra.
El subsuelo tiene más locales comerciales, y agrega al edificio una curiosidad que lo distinguió de otros similares desde su inauguración: en él un pasillo conecta al Pasaje Roverano con la estación Perú de la línea A de subterráneos. Esta conexión fue construida junto con el nuevo edificio del pasaje, y autorizada por una resolución municipal del 30 de julio de 1915.
Por el bien conservado ambiente de época que mantiene este pasaje comercial, que incluía una clásica peluquería y barbería que se mantuvo intacta desde mediados del siglo XX hasta el 2021, el Roverano ha sido elegido en varias oportunidades como escenografía de películas que transcurren en décadas pasadas. Entre ellas, el film La señal, protagonizado por Ricardo Darín.